# Juan Krupoviesa
Juan Ángel Krupoviesa (Tucumán, 16 aprile 1979) è un ex calciatore argentino, di ruolo difensore.

## Carriera
Ha giocato nell'Estudiantes de La Plata dal 1997 al 2005, anno in cui si è trasferito nel Boca Juniors, club di Buenos Aires. Nel calciomercato invernale del 2008 è passato all'Olympique Marsiglia, in prestito dal Boca.

## Palmarès

### Club

#### Competizioni nazionali
- Campionato argentino: 2

Boca Juniors: 2005 (A), 2006 (C)

#### Competizioni internazionali
- Copa Sudamericana: 1

Boca Juniors: 2005
- Recopa Sudamericana: 2

Boca Juniors: 2005, 2006